# Lago Dem
Il lago Dem è un piccolo lago nel nord del Burkina Faso, situato a nord di Kaya, a sud della riserva del Sahel e a sud-est del lago Bam. Defluisce nel Volta Bianco. È lungo 5 km e largo 2 km. Si trova ad un'altitudine di 304 m. 
Il lago è stato designato come sito Ramsar dal 2009. 
Qui vivono pesci fangosi, come i dipnoi e i Protopterus, ma anche delle carpe broccate.